# Kina i olympiska sommarspelen 2012
Kina deltog i de olympiska sommarspelen 2012 som ägde rum i London i Storbritannien mellan den 27 juli och den 12 augusti 2012.
Det kinesiska laget bestod av 396 aktiva, 171 män och 225 kvinnor. Detta var de nionde olympiska sommarspelen där Kina deltog, och det kinesiska laget vann näst flest guldmedaljer av alla deltagande nationer och likaså näst flest medaljer totalt.

## Medaljörer (urval)
| Medalj | Namn                                                     | Sport         | Gren                     |
| ------ | -------------------------------------------------------- | ------------- | ------------------------ |
| Guld   | Yi Siling                                                | Skytte        | Damernas 10 m luftgevär  |
| Guld   | Wang Mingjuan                                            | Tyngdlyftning | Damernas 48 kg           |
| Guld   | Ye Shiwen                                                | Simning       | Damernas 400 m medley    |
| Guld   | Sun Yang                                                 | Simning       | Herrarnas 400 m frisim   |
| Guld   | Guo Wenjun                                               | Skytte        | Damernas 10 m luftpistol |
| Guld   | He Zi Wu Minxia                                          | Simhopp       | Damernas svikt, par      |
| Guld   | Cao Yuan Zhang Yanquan                                   | Simhopp       | Herrarnas höga hopp, par |
| Guld   | Li Xueying                                               | Tyngdlyftning | Damernas 58 kg           |
| Guld   | Chen Yibing Feng Zhe Guo Weiyang Zhang Chenglong Zou Kai | Gymnastik     | Herrarnas mångkamp, lag  |
| Guld   | Chen Ruolin Wang Hao                                     | Simhopp       | Damernas höga hopp, par  |
| Guld   | Lei Sheng                                                | Fäktning      | Herrarnas florett        |
| Guld   | Ye Shiwen                                                | Simning       | Damernas 200 m medley    |
| Guld   | Lin Qingfeng                                             | Tyngdlyftning | Herrarnas 69 kg          |
| Guld   | Luo Yutong Qin Kai                                       | Simhopp       | Herrarnas svikt, par     |
| Guld   | Li Xiaoxia                                               | Bordtennis    | Damsingel                |
| Guld   | Lü Xiaojun                                               | Tyngdlyftning | Herrarnas 77 kg          |
| Guld   | Jiao Liuyang                                             | Simning       | Damernas 200 m fjärilsim |
| Guld   | Zhang Jike                                               | Bordtennis    | Herrsingel               |
| Silver | Wei Ning                                                 | Skytte        | Damernas skeet           |
| Silver | Fang Yuting Cheng Ming Xu Jing                           | Bågskytte     | Damer lag                |
| Silver | Lu Ying                                                  | Simning       | Damernas 100 m fjärilsim |
| Silver | Wu Jingbiao                                              | Tyngdlyftning | Herrarnas 56 kg          |
| Silver | Sun Yang                                                 | Simning       | Herrarnas 200 m frisim   |
| Brons  | Li Xuanxu                                                | Simning       | Damernas 400 m medley    |
| Brons  | Yu Dan                                                   | Skytte        | Damernas 10 m luftgevär  |

## Badminton
- Huvudartikel: Badminton vid olympiska sommarspelen 2012
- Herrar

| Spelare                | Gren       | Gruppnivå                                      | Gruppnivå                               | Gruppnivå                                 | Gruppnivå | Eliminering                            | Kvartsfinal                            | Semifinal                               | Final / brons                         | Final / brons    |
| Spelare                | Gren       | Motståndare Poäng                              | Motståndare Poäng                       | Motståndare Poäng                         | Placering | Motståndare Poäng                      | Motståndare Poäng                      | Motståndare Poäng                       | Motståndare Poäng                     | Placering        |
| ---------------------- | ---------- | ---------------------------------------------- | --------------------------------------- | ----------------------------------------- | --------- | -------------------------------------- | -------------------------------------- | --------------------------------------- | ------------------------------------- | ---------------- |
| Chen Jin               | Herrsingel | Wacha (POL) W (21–15, 21–8)                    | i.u.                                    | i.u.                                      | 1 Q       | Zwiebler (GER) W (19–21, 21–12, 21–19) | Lee H-i (KOR) L (15–21, 16–21)         | Gick inte vidare                        | Gick inte vidare                      | Gick inte vidare |
| Chen Long              | Herrsingel | Ponsana (THA) W (21–12, 21–17)                 | i.u.                                    | i.u.                                      | 1 Q       | Wong W K (HKG) W (21–17, 21–17)        | Gade (DEN) W (21–16, 21–13)            | Lee C W (MAS) L (13–21, 14–21)          | Lee H-i (KOR) W (21–12, 15–21, 21–15) | 3                |
| Lin Dan                | Herrsingel | Evans (IRL) W (21–8, 21–14)                    | i.u.                                    | i.u.                                      | 1 Q       | Hidayat (INA) W (21–9, 21–13)          | Sasaki (JPN) W (21–12, 16–21, 21–13)   | Lee H-i (KOR) W (21–12, 21–10)          | Lee C W (MAS) W (15–21, 21–10, 21–19) | 1                |
| Cai Yun Fu Haifeng     | Herrdubbel | Kindervater / Schöttler (GER) W (22–20, 21–16) | Smith / Warfe (AUS) W (21–17, 21–11)    | Fang C-m / Lee S-m (TPE) W (21–19, 21–13) | 1 Q       | i.u.                                   | Chai B / Guo Zd (CHN) W (21–15, 21–19) | Koo K K / Tan B H (MAS) W (21–9, 21–19) | Boe / Mogensen (DEN) W (21–16, 21–15) | 1                |
| Chai Biao Guo Zhendong | Herrdubbel | James / Viljoen (RSA) W (21–8, 21–13)          | Ivanov / Sozonov (RUS) W (23–21, 21–15) | Boe / Mogensen (DEN) L (14–21, 19–21)     | 1 Q       | i.u.                                   | Cai Y / Fu Hf (CHN) L (15–21, 19–21)   | Gick inte vidare                        | Gick inte vidare                      | Gick inte vidare |

- Damer

| Spelare               | Gren      | Gruppnivå                                 | Gruppnivå                               | Gruppnivå                                 | Gruppnivå | Eliminering                           | Kvartsfinal                                  | Semifinal                                | Final / brons                          | Final / brons                   |
| Spelare               | Gren      | Motståndare Poäng                         | Motståndare Poäng                       | Motståndare Poäng                         | Placering | Motståndare Poäng                     | Motståndare Poäng                            | Motståndare Poäng                        | Motståndare Poäng                      | Placering                       |
| --------------------- | --------- | ----------------------------------------- | --------------------------------------- | ----------------------------------------- | --------- | ------------------------------------- | -------------------------------------------- | ---------------------------------------- | -------------------------------------- | ------------------------------- |
| Li Xuerui             | Damsingel | Marín (ESP) W (21–13, 21–11)              | Rivero (PER) W(21–5, 21–6)              | i.u.                                      | 1 Q       | Tai T-z (TPE) W (21–16, 23–21)        | Yip P Y (HKG) W (21–12, 22–20)               | Wang X (CHN) W (22–20, 21–28)            | Wang Y (CHN) W (21–15, 21–23 21–17)    | 1                               |
| Wang Xin              | Damsingel | Wang (USA) W (21–8, 21–6)                 | i.u.                                    | i.u.                                      | 1 Q       | Firdasari (INA) W (21–15, 21–8)       | Inthanon (THA) W (17–21, 21–18, 21–14)       | Li X (CHN) L (20–22, 18–21)              | Nehwal (IND) L (21–18, 1–0 RET)        | 4                               |
| Wang Yihan            | Damsingel | Li (CAN) W (21–8, 21–16)                  | i.u.                                    | i.u.                                      | 1 Q       | Bae Y-j (KOR) W (15–21, 21–14, 21–14) | Cheng S-c (TPE) W (21–14, 21–11)             | Nehwal (IND) W (21–13, 21–13)            | Li X (CHN) L (15–21, 23–21, 17–21)     | 2                               |
| Tian Qing Zhao Yunlei | Damdubbel | Maeda / Suetsuna (JPN) W (21–16, 21–17)   | Juhl / Pedersen (DEN) L (20–22, 12–21)  | Poon L Y / Tse Y S (HKG) W (21–11, 21–12) | 2 Q       | i.u.                                  | Cheng W-h / Chien Y-c (TPE) W (21–10, 21–14) | Sorokina / Vislova (RUS) W (21–19, 21–6) | Fujii / Kakiiwa (JPN) W (21–10, 25–23) | 1                               |
| Wang Xiaoli Yu Yang   | Damdubbel | Jung K-e / Kim H-n (KOR) L (14–21, 11–21) | Sorokina / Vislova (RUS) W (21–6, 21–9) | Bruce / Li (CAN) W (21–11, 21–7)          | 2 Q       | Diskvalificerade - matchfixning       | Diskvalificerade - matchfixning              | Diskvalificerade - matchfixning          | Diskvalificerade - matchfixning        | Diskvalificerade - matchfixning |

- Mixed

| Spelare               | Gren        | Gruppnivå                                          | Gruppnivå                                | Gruppnivå                                   | Gruppnivå | Eliminering                                          | Kvartsfinal                                      | Semifinal                               | Final / brons     | Final / brons |
| Spelare               | Gren        | Motståndare Poäng                                  | Motståndare Poäng                        | Motståndare Poäng                           | Placering | Motståndare Poäng                                    | Motståndare Poäng                                | Motståndare Poäng                       | Motståndare Poäng | Placering     |
| --------------------- | ----------- | -------------------------------------------------- | ---------------------------------------- | ------------------------------------------- | --------- | ---------------------------------------------------- | ------------------------------------------------ | --------------------------------------- | ----------------- | ------------- |
| Ma Jin Xu Chen        | Mixeddubbel | Prapakamol / Thoungthongkam (THA) W (21–19, 21–12) | Chan P S / Goh L Y (MAS) W (21–14, 21–8) | Chen H-l / Cheng W-h (TPE) W (21–16, 22–20) | 1 Q       | Laybourn / Juhl (DEN) W (21–13, 21–17)               | Ahmad / Natsir (INA) W (21–23, 21–18, 21–13)     | Zhang N / Zhao Y (CHN) L (11–21, 17–21) | 2                 |               |
| Zhang Nan Zhao Yunlei | Mixeddubbel | Nikolaenko / Sorokina (RUS) W (21–18, 21–9)        | Adcock / Bankier (GBR) W (21–13, 21–14)  | Fuchs / Michels (GER) W (21–6, 21–7)        | 1 Q       | Mateusiak / Kostiuczyk (POL) W (21–19, 21–16, 23–21) | Nielsen / Pedersen (DEN) W (17–21, 21–17, 21–19) | Xu C / Ma J (CHN) W (21–11, 21–17)      | 1                 |               |

## Basket
- Huvudartikel: Basket vid olympiska sommarspelen 2012

### Herrarnas turnering
| Pos. | Nr | Namn          | Ålder                 | Längd  | Klubb                     |
| ---- | -- | ------------- | --------------------- | ------ | ------------------------- |
| PF   | 4  | Ding Jinhui   | 22 - 27 oktober 1989  | 2.04 m | Zhejiang Golden Bulls     |
| PG   | 5  | Liu Wei       | 32 - 15 januari 1980  | 1.90 m | Shanghai Sharks           |
| SF   | 6  | Yi Li         | 26 - 7 november 1985  | 2.03 m | Jiangsu Dragons           |
| SG   | 7  | Wang Shipeng  | 29 - 6 april 1983     | 1.98 m | Guangdong Southern Tigers |
| SG   | 8  | Zhu Fangyu    | 29 - 5 januari 1983   | 2.01 m | Guangdong Southern Tigers |
| SF   | 9  | Sun Yue       | 26 - 6 november 1985  | 2.06 m | Beijing Olympians         |
| C    | 10 | Zhang Zhaoxu  | 24 - 18 november 1987 | 2.21 m | Shanghai Sharks           |
| PF   | 11 | Yi Jianlian   | 24 - 27 oktober 1987  | 2.12 m | Dallas Mavericks          |
| SG   | 12 | Guo Ailun     | 18 - 14 november 1993 | 1.92 m | Liaoning Dinosaurs        |
| PG   | 13 | Chen Jianghua | 23 - 12 mars 1989     | 1.88 m | Guangdong Southern Tigers |
| C    | 14 | Wang Zhizhi   | 35 - 8 juli 1977      | 2.15 m | Bayi Rockets              |
| PF   | 15 | Zhou Peng     | 22 - 11 oktober 1989  | 2.10 m | Guangdong Southern Tigers |

- Gruppspel

| Lag            | S | V | O | F | GM  | IM  | MS   | P  |
| -------------- | - | - | - | - | --- | --- | ---- | -- |
| Ryssland       | 5 | 5 | 0 | 0 | 403 | 359 | +44  | 10 |
| Brasilien      | 5 | 4 | 0 | 1 | 402 | 349 | +53  | 9  |
| Spanien        | 5 | 3 | 0 | 2 | 414 | 394 | +20  | 8  |
| Australien     | 5 | 2 | 0 | 3 | 410 | 373 | +37  | 7  |
| Storbritannien | 5 | 1 | 0 | 4 | 370 | 405 | −35  | 6  |
| Kina           | 5 | 0 | 0 | 5 | 313 | 439 | −126 | 5  |

|  | 29 juli 2012 | Spanien | 97 – 81 | Kina | Basketball Arena, London |  |
|  |              |         |         |      |                          |  |
|  |              |         |         |      |                          |  |
|  |              |         |         |      |                          |  |

|  | 31 juli 2012 | Kina | 54 – 73 | Ryssland | Basketball Arena, London |  |
|  |              |      |         |          |                          |  |
|  |              |      |         |          |                          |  |
|  |              |      |         |          |                          |  |

|  | 2 augusti 2012 | Australien | 81 – 61 | Kina | Basketball Arena, London |  |
|  |                |            |         |      |                          |  |
|  |                |            |         |      |                          |  |
|  |                |            |         |      |                          |  |

|  | 4 augusti 2012 | Kina | 59 – 98 | Brasilien | Basketball Arena, London |  |
|  |                |      |         |           |                          |  |
|  |                |      |         |           |                          |  |
|  |                |      |         |           |                          |  |

|  | 6 augusti 2012 | Storbritannien | 90 – 58 | Kina | Basketball Arena, London |  |
|  |                |                |         |      |                          |  |
|  |                |                |         |      |                          |  |
|  |                |                |         |      |                          |  |

### Damernas turnering
| \| \| Pos. \| Namn \| Ålder \| \| Klubb \| \| \| ---- \| ------------------ \| ------------------ \| \| ----- \| \| \| \| Li Shanshan (CHN) \| .. år (19XX-XX-XX) \| \| \| \| \| \| Song Xiaoyun (CHN) \| .. år (19XX-XX-XX) \| \| \| \| \| \| Ji Yanyan (CHN) \| .. år (19XX-XX-XX) \| \| \| \| \| \| Zhao Shuang (CHN) \| .. år (19XX-XX-XX) \| \| \| \| \| \| Miao Lijie (CHN) \| .. år (19XX-XX-XX) \| \| \| \| \| \| Guan Xin (CHN) \| .. år (19XX-XX-XX) \| \| \| \| \| \| Zhang Fan (CHN) \| .. år (19XX-XX-XX) \| \| \| \| \| \| Ma Zengyu (CHN) \| .. år (19XX-XX-XX) \| \| \| \| \| \| Gao Song (CHN) \| .. år (19XX-XX-XX) \| \| \| \| \| \| Chen Xiaoli (CHN) \| .. år (19XX-XX-XX) \| \| \| \| \| \| Wei Wei (CHN) \| .. år (19XX-XX-XX) \| \| \| \| \| \| Chen Nan (CHN) \| .. år (19XX-XX-XX) \| \| \| | Förbundskapten(-er): (?)                     |                    |                    |  |       |
| \| \| Pos. \| Namn \| Ålder \| \| Klubb \| \| \| ---- \| ------------------ \| ------------------ \| \| ----- \| \| \| \| Li Shanshan (CHN) \| .. år (19XX-XX-XX) \| \| \| \| \| \| Song Xiaoyun (CHN) \| .. år (19XX-XX-XX) \| \| \| \| \| \| Ji Yanyan (CHN) \| .. år (19XX-XX-XX) \| \| \| \| \| \| Zhao Shuang (CHN) \| .. år (19XX-XX-XX) \| \| \| \| \| \| Miao Lijie (CHN) \| .. år (19XX-XX-XX) \| \| \| \| \| \| Guan Xin (CHN) \| .. år (19XX-XX-XX) \| \| \| \| \| \| Zhang Fan (CHN) \| .. år (19XX-XX-XX) \| \| \| \| \| \| Ma Zengyu (CHN) \| .. år (19XX-XX-XX) \| \| \| \| \| \| Gao Song (CHN) \| .. år (19XX-XX-XX) \| \| \| \| \| \| Chen Xiaoli (CHN) \| .. år (19XX-XX-XX) \| \| \| \| \| \| Wei Wei (CHN) \| .. år (19XX-XX-XX) \| \| \| \| \| \| Chen Nan (CHN) \| .. år (19XX-XX-XX) \| \| \| | Positioner: G - Guard C - Center F - Forward |                    |                    |  |       |
| \| \| Pos. \| Namn \| Ålder \| \| Klubb \| \| \| ---- \| ------------------ \| ------------------ \| \| ----- \| \| \| \| Li Shanshan (CHN) \| .. år (19XX-XX-XX) \| \| \| \| \| \| Song Xiaoyun (CHN) \| .. år (19XX-XX-XX) \| \| \| \| \| \| Ji Yanyan (CHN) \| .. år (19XX-XX-XX) \| \| \| \| \| \| Zhao Shuang (CHN) \| .. år (19XX-XX-XX) \| \| \| \| \| \| Miao Lijie (CHN) \| .. år (19XX-XX-XX) \| \| \| \| \| \| Guan Xin (CHN) \| .. år (19XX-XX-XX) \| \| \| \| \| \| Zhang Fan (CHN) \| .. år (19XX-XX-XX) \| \| \| \| \| \| Ma Zengyu (CHN) \| .. år (19XX-XX-XX) \| \| \| \| \| \| Gao Song (CHN) \| .. år (19XX-XX-XX) \| \| \| \| \| \| Chen Xiaoli (CHN) \| .. år (19XX-XX-XX) \| \| \| \| \| \| Wei Wei (CHN) \| .. år (19XX-XX-XX) \| \| \| \| \| \| Chen Nan (CHN) \| .. år (19XX-XX-XX) \| \| \| | Spelarnas åldrar och klubb per 27 juli 2012. |                    |                    |  |       |
| | Pos.                                         | Namn               | Ålder              |  | Klubb |
| |                                              | Li Shanshan (CHN)  | .. år (19XX-XX-XX) |  |       |
| |                                              | Song Xiaoyun (CHN) | .. år (19XX-XX-XX) |  |       |
| |                                              | Ji Yanyan (CHN)    | .. år (19XX-XX-XX) |  |       |
| |                                              | Zhao Shuang (CHN)  | .. år (19XX-XX-XX) |  |       |
| |                                              | Miao Lijie (CHN)   | .. år (19XX-XX-XX) |  |       |
| |                                              | Guan Xin (CHN)     | .. år (19XX-XX-XX) |  |       |
| |                                              | Zhang Fan (CHN)    | .. år (19XX-XX-XX) |  |       |
| |                                              | Ma Zengyu (CHN)    | .. år (19XX-XX-XX) |  |       |
| |                                              | Gao Song (CHN)     | .. år (19XX-XX-XX) |  |       |
| |                                              | Chen Xiaoli (CHN)  | .. år (19XX-XX-XX) |  |       |
| |                                              | Wei Wei (CHN)      | .. år (19XX-XX-XX) |  |       |
| |                                              | Chen Nan (CHN)     | .. år (19XX-XX-XX) |  |       |

- Gruppspel

| Lag      | S | V | O | F | GM  | IM  | MS   | P  |
| -------- | - | - | - | - | --- | --- | ---- | -- |
| USA      | 5 | 5 | 0 | 0 | 462 | 279 | +183 | 10 |
| Turkiet  | 5 | 4 | 0 | 1 | 343 | 316 | +27  | 9  |
| Kina     | 5 | 3 | 0 | 2 | 346 | 363 | −17  | 8  |
| Tjeckien | 5 | 2 | 0 | 3 | 346 | 332 | +14  | 7  |
| Kroatien | 5 | 1 | 0 | 4 | 324 | 379 | −55  | 6  |
| Angola   | 5 | 0 | 0 | 5 | 243 | 395 | −152 | 5  |

|  | 28 juli 2012 | Kina | 66–57 | Tjeckien | Basketball Arena, London |  |
|  |              |      |       |          |                          |  |
|  |              |      |       |          |                          |  |
|  |              |      |       |          |                          |  |

|  | 30 juli 2012 | Kroatien | 58–83 | Kina | Basketball Arena, London |  |
|  |              |          |       |      |                          |  |
|  |              |          |       |      |                          |  |
|  |              |          |       |      |                          |  |

|  | 1 augusti 2012 | Kina | 76–52 | Angola | Basketball Arena, London |  |
|  |                |      |       |        |                          |  |
|  |                |      |       |        |                          |  |
|  |                |      |       |        |                          |  |

|  | 3 augusti 2012 | Turkiet | 82–55 | Kina | Basketball Arena, London |  |
|  |                |         |       |      |                          |  |
|  |                |         |       |      |                          |  |
|  |                |         |       |      |                          |  |

|  | 5 augusti 2012 | Kina | 66–114 | USA | Basketball Arena, London |  |
|  |                |      |        |     |                          |  |
|  |                |      |        |     |                          |  |
|  |                |      |        |     |                          |  |

- Slutspel

|  | Kvartsfinal | Kvartsfinal | Kvartsfinal |    |    | Semifinal | Semifinal | Semifinal  |            |            | Final      | Final    | Final |
|  |             |             |             |    |    |           |           |            |            |            |            |          |       |
|  | A1          | USA         | 91          |    |    |           |           |            |            |            |            |          |       |
|  |             |             | 91          |    |    |           |           |            |            |            |            |          |       |
|  | B4          | Kanada      | 48          |    |    |           |           |            |            |            |            |          |       |
|  | B4          | Kanada      | 48          |    |    | USA       | 86        |            |            |            |            |          |       |
|  |             |             |             |    |    | USA       | 86        |            |            |            |            |          |       |
|  |             |             | Australien  | 73 |    |           |           |            |            |            |            |          |       |
|  | B2          | Australien  | Australien  | 73 | 75 |           |           |            |            |            |            |          |       |
|  | B2          | Australien  |             |    | 75 |           |           |            |            |            |            |          |       |
|  | A3          | Kina        | 60          |    |    |           |           |            |            |            |            |          |       |
|  |             |             |             |    |    |           |           |            |            |            | USA        | 86       |       |
|  |             |             |             |    |    |           |           |            |            |            | Frankrike  | 50       |       |
|  | B1          | Frankrike   | 71          |    |    |           |           |            |            |            |            |          |       |
|  | B1          | Frankrike   | 71          |    |    |           |           |            |            |            |            |          |       |
|  | A4          | Tjeckien    | 68          |    |    |           |           |            |            |            |            |          |       |
|  | A4          | Tjeckien    | 68          |    |    | Frankrike | 81        |            | Bronsmatch | Bronsmatch | Bronsmatch |          |       |
|  |             |             |             |    |    | Frankrike | 81        |            | Bronsmatch | Bronsmatch | Bronsmatch |          |       |
|  |             |             | Ryssland    | 64 |    |           |           |            |            |            |            |          |       |
|  | A2          | Turkiet     | Ryssland    | 64 | 63 |           |           | Australien | 83         |            |            |          |       |
|  | A2          | Turkiet     |             |    | 63 |           |           | Australien | 83         |            |            |          |       |
|  | B3          | Ryssland    | 66          |    |    |           |           |            |            |            |            | Ryssland | 74    |
|  |             |             |             |    |    |           |           |            |            |            |            |          |       |

## Bordtennis
- Huvudartikel: Bordtennis vid olympiska sommarspelen 2012

Herrar
| Spelare                     | Gren   | Inledande omgång     | Runda 1              | Runda 2              | Runda 3                | Runda 4                | Kvartsfinal             | Semifinal                | Final                 | Final     |
| Spelare                     | Gren   | Motståndare Resultat | Motståndare Resultat | Motståndare Resultat | Motståndare Resultat   | Motståndare Resultat   | Motståndare Resultat    | Motståndare Resultat     | Motståndare Resultat  | Placering |
| --------------------------- | ------ | -------------------- | -------------------- | -------------------- | ---------------------- | ---------------------- | ----------------------- | ------------------------ | --------------------- | --------- |
| Wang Hao                    | Singel | BYE                  | BYE                  | BYE                  | Schlager (AUT) W (4–1) | Gao N (SIN) W (4–1)    | Kishikawa (JPN) W (4–0) | Chuang C-y (TPE) W (4–1) | Zhang J (CHN) L (1–4) | 2         |
| Zhang Jike                  | Singel | BYE                  | BYE                  | BYE                  | Vang (TUR) W (4–0)     | Samsonov (BLR) W (4–3) | Jiang Ty (HKG) W (4–1)  | Ovtcharov (GER) W (4–1)  | Wang H (CHN) W (4–1)  | 1         |
| Ma Long Wang Hao Zhang Jike | Lag    | i.u.                 | i.u.                 | i.u.                 | i.u.                   | Ryssland W (3–1)       | Singapore W (3–0)       | Tyskland W (3–1)         | Sydkorea W (3–0)      | 1         |

Damer
| Spelare                      | Gren   | Inledande omgång     | Runda 1              | Runda 2              | Runda 3              | Runda 4                | Kvartsfinal            | Semifinal              | Final                | Final     |
| Spelare                      | Gren   | Motståndare Resultat | Motståndare Resultat | Motståndare Resultat | Motståndare Resultat | Motståndare Resultat   | Motståndare Resultat   | Motståndare Resultat   | Motståndare Resultat | Placering |
| ---------------------------- | ------ | -------------------- | -------------------- | -------------------- | -------------------- | ---------------------- | ---------------------- | ---------------------- | -------------------- | --------- |
| Ding Ning                    | Singel | BYE                  | BYE                  | BYE                  | Dodean (ROU) W (4–0) | Jiang Hj (HKG) W (4–1) | Fukuhara (JPN) W (4–0) | Feng Tw (SIN) W (4–2)  | Li Xx (CHN) L (1–4)  | 2         |
| Li Xiaoxia                   | Singel | BYE                  | BYE                  | BYE                  | Hsing (USA) W (4–2)  | Park M-Y (KOR) W (4–1) | Li J (NED) W (4–0)     | Ishikawa (JPN) W (4–1) | Ding N (CHN) W (4–1) | 1         |
| Ding Ning Guo Yue Li Xiaoxia | Lag    | i.u.                 | i.u.                 | i.u.                 | i.u.                 | Spanien W (3–0)        | Nederländerna W (3–0)  | Sydkorea W (3–0)       | Japan W (3–0)        | 1         |

## Boxning
- Huvudartikel: Boxning vid olympiska sommarspelen 2012

Damer
| Boxare     | Gren       | Åttondelsfinal        | Kvartsfinal            | Semifinal               | Final                | Final            |
| Boxare     | Gren       | Motståndare Resultat  | Motståndare Resultat   | Motståndare Resultat    | Motståndare Resultat | Placering        |
| ---------- | ---------- | --------------------- | ---------------------- | ----------------------- | -------------------- | ---------------- |
| Ren Cancan | Flugvikt   | bye                   | Savelyeva (RUS) W 12–7 | Esparza (USA) W 10–8    | Adams (GBR) L 7–16   | 2                |
| Dong Cheng | Lättvikt   | Lăcătuș (ROU) W 10–5  | Chorieva (TJK) L 8–13  | Gick inte vidare        | Gick inte vidare     | Gick inte vidare |
| Li Jinzi   | Mellanvikt | Feitosa (BRA) W 19–14 | Spencer (CAN) W 17–14  | Torlopova (RUS) L 10–12 | Gick inte vidare     | 3                |

Herrar
| Boxare                | Gren          | Sextondelsfinal        | Åttondelsfinal        | Kvartsfinal            | Semifinal             | Final                     | Final            |
| Boxare                | Gren          | Motståndare Resultat   | Motståndare Resultat  | Motståndare Resultat   | Motståndare Resultat  | Motståndare Resultat      | Placering        |
| --------------------- | ------------- | ---------------------- | --------------------- | ---------------------- | --------------------- | ------------------------- | ---------------- |
| Zou Shiming           | Lätt flugvikt | bye                    | Veitia (CUB) W 14–11  | Zhakypov (KAZ) W 13–10 | Barnes (IRL) W 15+–15 | Pongprayoon (THA) W 13–10 | 1                |
| Liu Qiang             | Lättvikt      | Jackson (AUS) W 20–7   | Toledo (CUB) L 10–14  | Gick inte vidare       | Gick inte vidare      | Gick inte vidare          | Gick inte vidare |
| Maimaitituersun Qiong | Weltervikt    | Zamkovoy (RUS) L 11–16 | Gick inte vidare      | Gick inte vidare       | Gick inte vidare      | Gick inte vidare          | Gick inte vidare |
| Meng Fanlong          | Lätt tungvikt | Sangwan (IND) W 15–14  | Falcão (BRA) L 17–17+ | Gick inte vidare       | Gick inte vidare      | Gick inte vidare          | Gick inte vidare |
| Wang Xuanxuan         | Tungvikt      | i.u.                   | Pulev (BUL) L 7–10    | Gick inte vidare       | Gick inte vidare      | Gick inte vidare          | Gick inte vidare |
| Zhang Zhilei          | Supertungvikt | i.u.                   | Linde (AUS) W         | Joshua (GBR) L 11–15   | Gick inte vidare      | Gick inte vidare          | Gick inte vidare |

## Brottning
- Huvudartikel: Brottning vid olympiska sommarspelen 2012

Herrar, fristil
| Brottare       | Gren    | Kvalomgång                      | Åttondelsfinal                  | Kvartsfinal                     | Semifinal                       | Återkval 1                      | Återkval 2                      | Final / Brons                   | Final / Brons                   |
| Brottare       | Gren    | Motståndare Resultat            | Motståndare Resultat            | Motståndare Resultat            | Motståndare Resultat            | Motståndare Resultat            | Motståndare Resultat            | Motståndare Resultat            | Placering                       |
| -------------- | ------- | ------------------------------- | ------------------------------- | ------------------------------- | ------------------------------- | ------------------------------- | ------------------------------- | ------------------------------- | ------------------------------- |
| Zhang Chongyao | -74 kg  | BYE                             | Hatos (HUN) L 0–3               | Gick inte vidare                | Gick inte vidare                | Gick inte vidare                | Gick inte vidare                | Gick inte vidare                | 17                              |
| Liang Lei      | -120 kg | Drog sig ur till följd av skada | Drog sig ur till följd av skada | Drog sig ur till följd av skada | Drog sig ur till följd av skada | Drog sig ur till följd av skada | Drog sig ur till följd av skada | Drog sig ur till följd av skada | Drog sig ur till följd av skada |

Herrar, grekisk-romersk stil
| Brottare    | Gren    | Kvalomgång              | Åttondelsfinal         | Kvartsfinal          | Semifinal            | Återkval 1           | Återkval 2           | Final / brons        | Final / brons |
| Brottare    | Gren    | Motståndare Resultat    | Motståndare Resultat   | Motståndare Resultat | Motståndare Resultat | Motståndare Resultat | Motståndare Resultat | Motståndare Resultat | Placering     |
| ----------- | ------- | ----------------------- | ---------------------- | -------------------- | -------------------- | -------------------- | -------------------- | -------------------- | ------------- |
| Li Shujin   | -55 kg  | Ragjmov (UKR) W 3–1     | Kostadinov (BUL) W 3–1 | Bajramov (AZE) L 0–3 | Did not advance      | BYE                  | Semenov (RUS) L 0–3  | Gick inte vidare     | 7             |
| Sheng Jiang | -60 kg  | Norouzi (IRI) L 1–3     | Gick inte vidare       | Gick inte vidare     | Gick inte vidare     | Angelov (BUL) L 1–3  | Gick inte vidare     | Gick inte vidare     | 10            |
| Liu Deli    | -120 kg | Deák-Bárdos (HUN) L 1–3 | Gick inte vidare       | Gick inte vidare     | Gick inte vidare     | Gick inte vidare     | Gick inte vidare     | Gick inte vidare     | 13            |

Damer, fristil
| Brottare    | Gren   | Kvalomgång           | Åttondelsfinal        | Kvartsfinal          | Semifinal             | Återkval 1           | Återkval 2           | Final / brons         | Final / brons |
| Brottare    | Gren   | Motståndare Resultat | Motståndare Resultat  | Motståndare Resultat | Motståndare Resultat  | Motståndare Resultat | Motståndare Resultat | Motståndare Resultat  | Placering     |
| ----------- | ------ | -------------------- | --------------------- | -------------------- | --------------------- | -------------------- | -------------------- | --------------------- | ------------- |
| Zhao Shasha | -48 kg | Chun (USA) L 0–3     | Gick inte vidare      | Gick inte vidare     | Gick inte vidare      | Gick inte vidare     | Gick inte vidare     | Gick inte vidare      | 18            |
| Jing Ruixue | -63 kg | BYE                  | Choe U-G (PRK) W 3–0  | Michalik (POL) W 3–0 | Volosova (RUS) W 3–1  | BYE                  | BYE                  | Icho (JPN) L 0–3      | 2             |
| Wang Jiao   | -72 kg | BYE                  | Obiajunwa (NGR) W 5–0 | Saenko (MDA) W 5–0   | Vorobieva (RUS) L 0–5 | BYE                  | BYE                  | Manjurova (KAZ) L 1–3 | 5             |

## Bågskytte
- Huvudartikel: Bågskytte vid olympiska sommarspelen 2012

Damer
| Bågskytt                       | Gren                  | Ranking-runda | Ranking-runda | 32-delsfinal                | Sextondelsfinal           | Åttondelsfinal         | Kvartsfinal       | Semifinal              | Final                  | Final            |
| Bågskytt                       | Gren                  | Poäng         | Seedning      | Motståndare Poäng           | Motståndare Poäng         | Motståndare Poäng      | Motståndare Poäng | Motståndare Poäng      | Motståndare Poäng      | Placering        |
| ------------------------------ | --------------------- | ------------- | ------------- | --------------------------- | ------------------------- | ---------------------- | ----------------- | ---------------------- | ---------------------- | ---------------- |
| Cheng Ming                     | Damernas individuella | 651           | 20            | Brito (VEN) (45) W 6–4      | Valencia (MEX) (13) W 7–1 | Lorig (USA) (4) L 3–7  | Gick inte vidare  | Gick inte vidare       | Gick inte vidare       | Gick inte vidare |
| Fang Yuting                    | Damernas individuella | 649           | 25            | Rochmawati (INA) (40) L 4–6 | Gick inte vidare          | Gick inte vidare       | Gick inte vidare  | Gick inte vidare       | Gick inte vidare       | Gick inte vidare |
| Xu Jing                        | Damernas individuella | 646           | 27            | Leśniak (POL) (38) W 6–2    | Kanie (JPN) (6) L 0–6     | Gick inte vidare       | Gick inte vidare  | Gick inte vidare       | Gick inte vidare       | Gick inte vidare |
| Cheng Ming Fang Yuting Xu Jing | Damernas lagtävling   | 1946          | 7             | i.u.                        | i.u.                      | Italien (10) W 200–199 | USA (2) W 218–213 | Ryssland (6) W 208–207 | Sydkorea (1) L 209–210 | 2                |

Herrar
| Bågskytt                         | Gren                   | Ranking-runda | Ranking-runda | 32-delsfinal              | Sextondelsfinal          | Åttondelsfinal         | Kvartsfinal             | Semifinal              | Final                        | Final            |
| Bågskytt                         | Gren                   | Poäng         | Seedning      | Motståndare Poäng         | Motståndare Poäng        | Motståndare Poäng      | Motståndare Poäng       | Motståndare Poäng      | Motståndare Poäng            | Placering        |
| -------------------------------- | ---------------------- | ------------- | ------------- | ------------------------- | ------------------------ | ---------------------- | ----------------------- | ---------------------- | ---------------------------- | ---------------- |
| Dai Xiaoxiang                    | Herrarnas individuella | 678           | 7             | Štrajhar (SLO) (58) W 6–0 | Vélez (MEX) (26) W 6–0   | Worth (AUS) (23) W 6–5 | Kim B-M (KOR) (2) W 6–5 | Oh J-H (KOR) (3) L 5–6 | van der Ven (NED) (16) W 6–5 | 3                |
| Liu Zhaowu                       | Herrarnas individuella | 668           | 22            | Ruban (UKR) (43) L 5–6    | Gick inte vidare         | Gick inte vidare       | Gick inte vidare        | Gick inte vidare       | Gick inte vidare             | Gick inte vidare |
| Xing Yu                          | Herrarnas individuella | 673           | 13            | Mayr (GER) (52) W 6–0     | Mohamad (MAS) (20) L 5–6 | Gick inte vidare       | Gick inte vidare        | Gick inte vidare       | Gick inte vidare             | Gick inte vidare |
| Dai Xiaoxiang Liu Zhaowu Xing Yu | Herrarnas lagtävling   | 2019          | 3             | i.u.                      | i.u.                     | BYE                    | Italien (10) L 216–220  | Gick inte vidare       | Gick inte vidare             | Gick inte vidare |

## Cykling
- Huvudartikel: Cykling vid olympiska sommarspelen 2012

### Landsväg
Damer
| Cyklist | Gren               | Tid | Placering |
| ------- | ------------------ | --- | --------- |
| Liu Xin | Damernas linjelopp | OTL | OTL       |

### Bana
Sprint
| Cyklist                              | Gren                | Kvalomgång           | Kvalomgång | Omgång 1                         | Återkval 1                           | Omgång 2                         | Kvartsfinal                      | Semifinal                        | Final /Bronsmatch                | Final /Bronsmatch |
| Cyklist                              | Gren                | Tid Hastighet (km/h) | Placering  | Motståndare Tid Hastighet (km/h) | Motståndare Tid Hastighet (km/h)     | Motståndare Tid Hastighet (km/h) | Motståndare Tid Hastighet (km/h) | Motståndare Tid Hastighet (km/h) | Motståndare Tid Hastighet (km/h) | Placering         |
| ------------------------------------ | ------------------- | -------------------- | ---------- | -------------------------------- | ------------------------------------ | -------------------------------- | -------------------------------- | -------------------------------- | -------------------------------- | ----------------- |
| Zhang Miao                           | Herrarnas sprint    | 10.155 70.901        | 8          | Awang (MAS) L                    | Esterhuizen (RSA) Mazquiaran (ESP) L | Gick inte vidare                 | Gick inte vidare                 | Gick inte vidare                 | Gick inte vidare                 | Gick inte vidare  |
| Cheng Changsong Zhang Lei Zhang Miao | Herrarnas lagsprint | 43.751 61.712        | 6 Q        | i.u.                             | i.u.                                 | i.u.                             | Australien L 43.505 62.061       | i.u.                             | Gick inte vidare                 | 6                 |
| Guo Shuang                           | Damernas sprint     | 11.020 65.335        | 3          | Larreal (VEN) W 11.371 63.318    | BYE                                  | Hansen (NZL) W 11.431 62.986     | Guerra (CUB) W 11.283, W 11.337  | Meares (AUS) L                   | Vogel (GER) W 11.532, W 11.591   | 3                 |
| Gong Jinjie Guo Shuang               | Damernas lagsprint  | 32.447 VR 55.475     | 1 Q        | i.u.                             | i.u.                                 | i.u.                             | Venezuela W 32.422 VR 55.517     | i.u.                             | Tyskland L REL                   | 2                 |

Keirin
| Cyklist    | Gren             | 1:a omgången | Återkval  | 2:a omgången     | Final     |
| Cyklist    | Gren             | Placering    | Placering | Placering        | Placering |
| ---------- | ---------------- | ------------ | --------- | ---------------- | --------- |
| Zhang Miao | Herrarnas keirin | 6 R          | 6         | Gick inte vidare | 17        |
| Guo Shuang | Damernas keirin  | 1 Q          | BYE       | 3 Q              | 2         |

Förföljelse
| Cyklist                           | Gren                    | Kvalomgång | Kvalomgång | Semifinal            | Semifinal        | Final                | Final            |
| Cyklist                           | Gren                    | Tid        | Placering  | Motståndare Resultat | Placering        | Motståndare Resultat | Placering        |
| --------------------------------- | ----------------------- | ---------- | ---------- | -------------------- | ---------------- | -------------------- | ---------------- |
| Jiang Fan Jiang Wenwen Liang Jing | Damernas lagförföljelse | 3:26.049   | 10         | Gick inte vidare     | Gick inte vidare | Gick inte vidare     | Gick inte vidare |

Omnium
| Cyklist  | Gren            | Flygande varv | Flygande varv | Poänglopp | Poänglopp | Elimineringslopp | Ind. förföljelse | Ind. förföljelse | Scratch   | Tidskval | Tidskval  | Totalpoäng | Placering |
| Cyklist  | Gren            | Tid           | Placering     | Poäng     | Placering | Placering        | Tid              | Placering        | Placering | Tid      | Placering | Totalpoäng | Placering |
| -------- | --------------- | ------------- | ------------- | --------- | --------- | ---------------- | ---------------- | ---------------- | --------- | -------- | --------- | ---------- | --------- |
| Huang Li | Damernas omnium | 14.571        | 9             | 2         | 15        | 16               | 3:45.610         | 13               | 8         | 36.315   | 6         | 67         | 12        |

### Mountainbike
| Athlete      | Event                 | Time            | Rank |
| ------------ | --------------------- | --------------- | ---- |
| Tong Weisong | Herrarnas terränglopp | Varvad (3 varv) | 41   |
| Shi Qinglan  | Damernas terränglopp  | 1:35:28         | 12   |

## Friidrott
- Huvudartikel: Friidrott vid olympiska sommarspelen 2012

Förkortningar
- Notera – Placeringar gäller endast den tävlandes eget heat
- Q = Kvalificerade sig till nästa omgång via placering
- q = Kvalificerade sig på tid eller, i fältgrenarna, på placering utan att ha nått kvalgränsen
- NR = Nationellt rekord
- N/A = Omgången inte möjlig i grenen
- Bye = Idrottaren behövde inte delta i omgången

Herrar
Bana och väg
| Idrottare                                                              | Gren       | Heat     | Heat      | Kvartsfinal | Kvartsfinal | Semifinal        | Semifinal        | Final            | Final            |
| Idrottare                                                              | Gren       | Resultat | Placering | Resultat    | Placering   | Resultat         | Placering        | Resultat         | Placering        |
| ---------------------------------------------------------------------- | ---------- | -------- | --------- | ----------- | ----------- | ---------------- | ---------------- | ---------------- | ---------------- |
| Su Bingtian                                                            | 100 m      | BYE      | BYE       | 10.19       | 3 Q         | 10.28            | 8                | Gick inte vidare | Gick inte vidare |
| Xie Zhenye                                                             | 200 m      | 20.69    | 6         | i.u.        | i.u.        | Gick inte vidare | Gick inte vidare | Gick inte vidare | Gick inte vidare |
| Liu Xiang                                                              | 110 m häck | DNF      | DNF       | i.u.        | i.u.        | Gick inte vidare | Gick inte vidare | Gick inte vidare | Gick inte vidare |
| Shi Dongpeng                                                           | 110 m häck | 13.78    | 7         | i.u.        | i.u.        | Gick inte vidare | Gick inte vidare | Gick inte vidare | Gick inte vidare |
| Xie Wenjun                                                             | 110 m häck | 13.43    | 3 Q       | i.u.        | i.u.        | 13.34            | 3                | Gick inte vidare | Gick inte vidare |
| Cheng Wen                                                              | 400 m häck | 50.38    | 6         | i.u.        | i.u.        | Gick inte vidare | Gick inte vidare | Gick inte vidare | Gick inte vidare |
| Li Zhilong                                                             | 400 m häck | 50.36    | 7         | i.u.        | i.u.        | Gick inte vidare | Gick inte vidare | Gick inte vidare | Gick inte vidare |
| Guo Fan Lao Yi Liang Jiahong Su Bingtian Zhang Peimeng Zheng Dongsheng | 4 x 100 m  | 38.38 NR | 5         | i.u.        | i.u.        | i.u.             | i.u.             | Gick inte vidare | Gick inte vidare |
| Dong Guojian                                                           | Maraton    | i.u.     | i.u.      | i.u.        | i.u.        | i.u.             | i.u.             | 2:20:39          | 54               |
| Li Zicheng                                                             | Maraton    | i.u.     | i.u.      | i.u.        | i.u.        | i.u.             | i.u.             | DNF              | DNF              |
| Cai Zilin                                                              | 20 km gång | i.u.     | i.u.      | i.u.        | i.u.        | i.u.             | i.u.             | 1:19:44          | 4                |
| Chen Ding                                                              | 20 km gång | i.u.     | i.u.      | i.u.        | i.u.        | i.u.             | i.u.             | 1:18:46 OR       | 1                |
| Wang Zhen                                                              | 20 km gång | i.u.     | i.u.      | i.u.        | i.u.        | i.u.             | i.u.             | 1:19:25          | 3                |
| Li Jianbo                                                              | 50 km gång | i.u.     | i.u.      | i.u.        | i.u.        | i.u.             | i.u.             | 3:39:01          | 7                |
| Si Tianfeng                                                            | 50 km gång | i.u.     | i.u.      | i.u.        | i.u.        | i.u.             | i.u.             | 3:37:16          | 3                |
| Zhao Jianguo                                                           | 50 km gång | i.u.     | i.u.      | i.u.        | i.u.        | i.u.             | i.u.             | 3:56:59          | 37               |

Fältgrenar
| Idrottare     | Gren          | Kval  | Kval      | Final            | Final            |
| Idrottare     | Gren          | Längd | Placering | Längd            | Placering        |
| ------------- | ------------- | ----- | --------- | ---------------- | ---------------- |
| Li Jinzhe     | Längdhopp     | 7.77  | 20        | Gick inte vidare | Gick inte vidare |
| Zhang Xiaoyi  | Längdhopp     | 7.25  | 36        | Gick inte vidare | Gick inte vidare |
| Cao Shuo      | Tresteg       | 16.27 | 20        | Gick inte vidare | Gick inte vidare |
| Dong Bin      | Tresteg       | 16.94 | 5 q       | 16.75            | 10               |
| Zhang Guowei  | Höjdhopp      | 2.21  | =21       | Gick inte vidare | Gick inte vidare |
| Yang Yansheng | Stavhopp      | 5.35  | =20       | Gick inte vidare | Gick inte vidare |
| Zhang Jun     | Kulstötning   | NM    | —         | Gick inte vidare | Gick inte vidare |
| Qin Qiang     | Spjutkastning | 72.29 | 41        | Gick inte vidare | Gick inte vidare |

Damer
Bana och väg
| Idrottare       | Gren           | Heat     | Heat      | Kvartsfinal | Kvartsfinal | Semifinal        | Semifinal        | Final            | Final            |
| Idrottare       | Gren           | Resultat | Placering | Resultat    | Placering   | Resultat         | Placering        | Resultat         | Placering        |
| --------------- | -------------- | -------- | --------- | ----------- | ----------- | ---------------- | ---------------- | ---------------- | ---------------- |
| Wei Yongli      | 100 m          | BYE      | BYE       | 11.48       | 7           | Gick inte vidare | Gick inte vidare | Gick inte vidare | Gick inte vidare |
| Sun Yawei       | 100 m häck     | 13.26    | 5         | i.u.        | i.u.        | Gick inte vidare | Gick inte vidare | Gick inte vidare | Gick inte vidare |
| Huang Xiaoxiao  | 400 m häck     | 56.29    | 6         | i.u.        | i.u.        | Gick inte vidare | Gick inte vidare | Gick inte vidare | Gick inte vidare |
| Li Zhenzhu      | 3 000 m hinder | 9:34.29  | 7         | i.u.        | i.u.        | i.u.             | i.u.             | Gick inte vidare | Gick inte vidare |
| Yin Annuo       | 3 000 m hinder | 10:09.10 | 14        | i.u.        | i.u.        | i.u.             | i.u.             | Gick inte vidare | Gick inte vidare |
| Wang Jiali      | Maraton        | i.u.     | i.u.      | i.u.        | i.u.        | i.u.             | i.u.             | 2:35:46          | 58               |
| Wang Xueqin     | Maraton        | i.u.     | i.u.      | i.u.        | i.u.        | i.u.             | i.u.             | 2:28:21          | 22               |
| Zhu Xiaolin     | Maraton        | i.u.     | i.u.      | i.u.        | i.u.        | i.u.             | i.u.             | 2:24:48          | 6                |
| Liu Hong        | 20 km gång     | i.u.     | i.u.      | i.u.        | i.u.        | i.u.             | i.u.             | 1:26:00          | 4                |
| Lü Xiuzhi       | 20 km gång     | i.u.     | i.u.      | i.u.        | i.u.        | i.u.             | i.u.             | 1:26:26          | 6                |
| Qieyang Shenjie | 20 km gång     | i.u.     | i.u.      | i.u.        | i.u.        | i.u.             | i.u.             | 1:25:16 NR       | 3                |

Fältgrenar
| Idrottare      | Gren           | Kval  | Kval      | Final            | Final            |
| Idrottare      | Gren           | Längd | Placering | Längd            | Placering        |
| -------------- | -------------- | ----- | --------- | ---------------- | ---------------- |
| Li Yanmei      | Tresteg        | 13.43 | 30        | Gick inte vidare | Gick inte vidare |
| Xie Limei      | Tresteg        | 13.69 | 23        | Gick inte vidare | Gick inte vidare |
| Zheng Xingjuan | Höjdhopp       | 1.90  | 18        | Gick inte vidare | Gick inte vidare |
| Li Ling        | Stavhopp       | 4.25  | 30        | Gick inte vidare | Gick inte vidare |
| Gong Lijiao    | Kulstötning    | 19.11 | 5 Q       | 20.22            | 3                |
| Li Ling        | Kulstötning    | 19.23 | 4 Q       | 19.63            | 4                |
| Liu Xiangrong  | Kulstötning    | 18.96 | 6 Q       | 19.18            | 6                |
| Li Yanfeng     | Diskuskastning | 64.48 | 6 Q       | 67.22            | 3                |
| Ma Xuejun      | Diskuskastning | 62.66 | 11 q      | 61.02            | 11               |
| Tan Jian       | Diskuskastning | NM    | —         | Gick inte vidare | Gick inte vidare |
| Li Lingwei     | Spjutkastning  | 56.50 | 30        | Gick inte vidare | Gick inte vidare |
| Lu Huihui      | Spjutkastning  | 64.45 | 5 Q       | 63.70            | 5                |
| Zhang Li       | Spjutkastning  | 58.35 | 23        | Gick inte vidare | Gick inte vidare |
| Zhang Wenxiu   | Släggkastning  | 74.53 | 2 Q       | 76.34            | 4                |

## Fäktning
- Huvudartikel: Fäktning vid olympiska sommarspelen 2012

Herrar
| Idrottare                                     | Gren                  | Omgång 1          | Omgång 2               | Omgång 3                  | Kvartsfinal             | Semifinal                                 | Final / BM                                 | Final / BM       |
| Idrottare                                     | Gren                  | Motståndare Poäng | Motståndare Poäng      | Motståndare Poäng         | Motståndare Poäng       | Motståndare Poäng                         | Motståndare Poäng                          | Placering        |
| --------------------------------------------- | --------------------- | ----------------- | ---------------------- | ------------------------- | ----------------------- | ----------------------------------------- | ------------------------------------------ | ---------------- |
| Li Guojie                                     | Värja, individuellt   | i.u.              | Kelsey (USA) L 7–8     | Gick inte vidare          | Gick inte vidare        | Gick inte vidare                          | Gick inte vidare                           | Gick inte vidare |
| Lei Sheng                                     | Florett, individuellt | BYE               | Schlosser (AUT) W 15–9 | Sintes (FRA) W 15–6       | Aspromonte (ITA) W 15–8 | Baldini (ITA) W 15–11                     | Abouelkassem (EGY) W 15–13                 | 1                |
| Ma Jianfei                                    | Florett, individuellt | BYE               | Gómez (MEX) W 15–9     | Akmatchuzin (RUS) W 15–11 | Choi B-c (KOR) L 13–15  | Gick inte vidare                          | Gick inte vidare                           | Gick inte vidare |
| Zhu Jun                                       | Florett, individuellt | BYE               | Choi B-c (KOR) L 13–15 | Gick inte vidare          | Gick inte vidare        | Gick inte vidare                          | Gick inte vidare                           | Gick inte vidare |
| Lei Sheng Ma Jianfei Zhang Liangliang Zhu Jun | Florett, lag          | i.u.              | i.u.                   | i.u.                      | Japan (7) L 30–45       | Klassificering semifinal Ryssland L 40–45 | 7:e plats-final Frankrike (sommar) W 45–33 | 7                |
| Liu Xiao                                      | Sabel, individuellt   | BYE               | Occhiuzzi (ITA) L 9–15 | Gick inte vidare          | Gick inte vidare        | Gick inte vidare                          | Gick inte vidare                           | Gick inte vidare |
| Wang Jingzhi                                  | Sabel, individuellt   | BYE               | Won W-y (KOR) L 6–15   | Gick inte vidare          | Gick inte vidare        | Gick inte vidare                          | Gick inte vidare                           | Gick inte vidare |
| Zhong Man                                     | Sabel, individuellt   | BYE               | Kim J-h (KOR) W 15–14  | Szilágyi (HUN) L 10–15    | Gick inte vidare        | Gick inte vidare                          | Gick inte vidare                           | Gick inte vidare |
| Jiang Kelu Liu Xiao Wang Jingzhi Zhong Man    | Sabel, lag            | i.u.              | i.u.                   | i.u.                      | Rumänien L 30–45        | Klassificering semifinal USA (8) W 45–28  | 5:e plats-final Tyskland (3) L 30–45       | 6                |

Damer
| Idrottare                            | Gren                  | Omgång 1            | Omgång 2                   | Omgång 3                | Kvartsfinal            | Semifinal                | Final / BM             | Final / BM       |
| Idrottare                            | Gren                  | Motståndare Poäng   | Motståndare Poäng          | Motståndare Poäng       | Motståndare Poäng      | Motståndare Poäng        | Motståndare Poäng      | Placering        |
| ------------------------------------ | --------------------- | ------------------- | -------------------------- | ----------------------- | ---------------------- | ------------------------ | ---------------------- | ---------------- |
| Li Na                                | Värja, individuellt   | BYE                 | Panteljejeva (UKR) W 15–10 | Heidemann (GER) L 13–14 | Gick inte vidare       | Gick inte vidare         | Gick inte vidare       | Gick inte vidare |
| Luo Xiaojuan                         | Värja, individuellt   | BYE                 | Besbes (TUN) L 9–15        | Gick inte vidare        | Gick inte vidare       | Gick inte vidare         | Gick inte vidare       | Gick inte vidare |
| Sun Yujie                            | Värja, individuellt   | BYE                 | Duplitzer (GER) W 15–10    | Géroudet (SUI) W 15–10  | Fiamingo (ITA) W 15–14 | Sjemjakina (UKR) L 13–14 | Shin A-L (KOR) W 15–11 | 3                |
| Li Na Luo Xiaojuan Sun Yujie Xu Anqi | Värja, lag            | i.u.                | i.u.                       | i.u.                    | Tyskland W 45–42       | Ryssland W 20–19         | Sydkorea W 39–25       | 1                |
| Chen Jinyan                          | Florett, individuellt | BYE                 | Wojtkowiak (POL) W 15–8    | Vezzali (ITA) L 6–15    | Gick inte vidare       | Gick inte vidare         | Gick inte vidare       | Gick inte vidare |
| Chen Xiaodong                        | Sabel, individuellt   | i.u.                | Ben Chaabane (TUN) W 15–12 | Vecchi (ITA) L 10–15    | Gick inte vidare       | Gick inte vidare         | Gick inte vidare       | Gick inte vidare |
| Zhu Min                              | i.u.                  | Pascu (ROU) W 15–10 | Gavrilova (RUS) W 15–11    | Zagunis (USA) L 6–15    | Gick inte vidare       | Gick inte vidare         | Gick inte vidare       |                  |

## Gymnastik
- Huvudartikel: Gymnastik vid olympiska sommarspelen 2012

### Artistisk
Herrar
| Idrottare       | Gren     | Kval     | Kval    | Kval     | Kval    | Kval     | Kval     | Kval    | Kval      | Final   | Final   | Final   | Final   | Final   | Final   | Final   | Final     |
| Idrottare       | Gren     | Redskap  | Redskap | Redskap  | Redskap | Redskap  | Redskap  | Totalt  | Placering | Redskap | Redskap | Redskap | Redskap | Redskap | Redskap | Totalt  | Placering |
| Idrottare       | Gren     | F        | PH      | R        | V       | PB       | HB       | Totalt  | Placering | F       | PH      | R       | V       | PB      | HB      | Totalt  | Placering |
| --------------- | -------- | -------- | ------- | -------- | ------- | -------- | -------- | ------- | --------- | ------- | ------- | ------- | ------- | ------- | ------- | ------- | --------- |
| Chen Yibing     | Mångkamp | i.u.     | 14.466  | 15.858 Q | i.u.    | 12.900   | i.u.     | i.u.    | i.u.      | i.u.    | 14.733  | 15.800  | i.u.    | i.u.    | i.u.    | i.u.    | i.u.      |
| Feng Zhe        | Mångkamp | 14.433   | i.u.    | 14.866   | 16.100  | 15.633 Q | 15.000   | i.u.    | i.u.      | 14.400  | i.u.    | 14.533  | 16.226  | 15.950  | 15.000  | i.u.    | i.u.      |
| Guo Weiyang     | Mångkamp | 12.266   | 13.266  | 14.400   | 15.300  | 13.966   | 14.933   | 84.131  | 29        | i.u.    | 14.600  | 14.566  | i.u.    | 15.200  | i.u.    | i.u.    | i.u.      |
| Zhang Chenglong | Mångkamp | 14.666   | 13.133  | i.u.     | 16.233  | 15.366 Q | 15.933 Q | i.u.    | i.u.      | 14.900  | 14.500  | i.u.    | 16.200  | 15.600  | 15.666  | i.u.    | i.u.      |
| Zou Kai         | Mångkamp | 15.833 Q | 12.533  | i.u.     | 15.200  | i.u.     | 15.533 Q | i.u.    | i.u.      | 15.833  | i.u.    | i.u.    | 15.900  | i.u.    | 16.400  | i.u.    | i.u.      |
| Totalt          | Mångkamp | 44.932   | 40.865  | 45.124   | 47.633  | 44.965   | 46.466   | 269.985 | 6 Q       | 45.133  | 43.833  | 44.899  | 48.316  | 46.750  | 47.066  | 275.997 | 1         |

Individuella finaler
| Gymnast         | Gren       | Redskap | Redskap | Redskap | Redskap | Redskap | Redskap | Totalt | Placering |
| Gymnast         | Gren       | F       | PH      | R       | V       | PB      | HB      | Totalt | Placering |
| --------------- | ---------- | ------- | ------- | ------- | ------- | ------- | ------- | ------ | --------- |
| Chen Yibing     | Ringar     | i.u.    | i.u.    | 15.800  | i.u.    | i.u.    | i.u.    | 15.800 | 2         |
| Feng Zhe        | Barr       | i.u.    | i.u.    | i.u.    | i.u.    | 15.966  | i.u.    | 15.966 | 1         |
| Zhang Chenglong | Räck       | i.u.    | i.u.    | i.u.    | i.u.    | i.u.    | 16.266  | 16.266 | 4         |
| Zhang Chenglong | Barr       | i.u.    | i.u.    | i.u.    | i.u.    | 13.808  | i.u.    | 13.808 | 9         |
| Zou Kai         | Fristående | 15.933  | i.u.    | i.u.    | i.u.    | i.u.    | i.u.    | 15.933 | 1         |
| Zou Kai         | Räck       | i.u.    | i.u.    | i.u.    | i.u.    | i.u.    | 16.366  | 16.366 | 3         |

Damer
Lag
| Idrottare       | Gren          | Kval    | Kval    | Kval     | Kval     | Kval    | Kval      | Final   | Final   | Final   | Final   | Final   | Final     |
| Idrottare       | Gren          | Redskap | Redskap | Redskap  | Redskap  | Totalt  | Placering | Redskap | Redskap | Redskap | Redskap | Totalt  | Placering |
| Idrottare       | Gren          | F       | V       | UB       | BB       | Totalt  | Placering | F       | V       | UB      | BB      | Totalt  | Placering |
| --------------- | ------------- | ------- | ------- | -------- | -------- | ------- | --------- | ------- | ------- | ------- | ------- | ------- | --------- |
| Deng Linlin     | Mångkamp, lag | 13.833  | 14.833  | 14.166   | 15.166 Q | 57.998  | 6 Q       | 14.900  | i.u.    | 13.766  | 13.733  | i.u.    | i.u.      |
| He Kexin        | Mångkamp, lag | i.u.    | 13.733  | 15.966 Q | i.u.     | i.u.    | i.u.      | i.u.    | 15.766  | i.u.    | i.u.    | i.u.    | i.u.      |
| Huang Qiushuang | Mångkamp, lag | 13.575  | 15.000  | 15.266   | 13.866   | 57.707  | 10 Q      | 15.033  | 15.100  | 13.800  | 12.500  | i.u.    | i.u.      |
| Sui Lu          | Mångkamp, lag | 14.233  | i.u.    | i.u.     | 15.400 Q | i.u.    | i.u.      | i.u.    | i.u.    | 15.366  | 14.600  | i.u.    | i.u.      |
| Yao Jinnan      | Mångkamp, lag | 13.066  | 13.133  | 15.766 Q | 12.833   | 54.798  | 22        | 14.333  | 15.533  | i.u.    | i.u.    | i.u.    | i.u.      |
| Totalt          | Mångkamp, lag | 41.641  | 43.566  | 46.998   | 44.432   | 176.637 | 3 Q       | 44.266  | 46.399  | 42.932  | 40.833  | 174.430 | 4         |

Individuella finaler
| Gymnast         | Gren     | Redskap | Redskap | Redskap | Redskap | Totalt | Placering |
| Gymnast         | Gren     | F       | V       | UB      | BB      | Totalt | Placering |
| --------------- | -------- | ------- | ------- | ------- | ------- | ------ | --------- |
| Deng Linlin     | Mångkamp | 14.900  | 14.266  | 15.300  | 13.933  | 58.399 | 6         |
| Deng Linlin     | Bom      | i.u.    | i.u.    | i.u.    | 15.600  | 15.600 | 1         |
| He Kexin        | Barr     | i.u.    | i.u.    | 15.933  | i.u.    | 15.933 | 2         |
| Huang Qiushuang | Mångkamp | 14.916  | 15.133  | 14.133  | 13.933  | 58.115 | 7         |
| Sui Lu          | Bom      | i.u.    | i.u.    | i.u.    | 15.500  | 15.500 | 2         |
| Yao Jinnan      | Barr     | i.u.    | i.u.    | 15.766  | i.u.    | 15.766 | 4         |

### Rytmisk
| Idrottare   | Gren         | Kval   | Kval     | Kval   | Kval   | Kval    | Kval      | Final            | Final            | Final            | Final            | Final            | Final            |
| Idrottare   | Gren         | Boll   | Tunnband | Käglor | Band   | Totalt  | Placering | Boll             | Tunnband         | Käglor           | Band             | Totalt           | Placering        |
| ----------- | ------------ | ------ | -------- | ------ | ------ | ------- | --------- | ---------------- | ---------------- | ---------------- | ---------------- | ---------------- | ---------------- |
| Deng Senyue | Individuellt | 27.150 | 26.800   | 27.575 | 27.300 | 108.825 | 11        | Gick inte vidare | Gick inte vidare | Gick inte vidare | Gick inte vidare | Gick inte vidare | Gick inte vidare |

### Trampolin
| Idrottare      | Gren   | Kval    | Kval      | Final  | Final     |
| Idrottare      | Gren   | Poäng   | Placering | Poäng  | Placering |
| -------------- | ------ | ------- | --------- | ------ | --------- |
| Dong Dong      | Herrar | 112.895 | 1 Q       | 62.990 | 1         |
| Lu Chunlong    | Herrar | 112.299 | 3 Q       | 61.319 | 3         |
| He Wenna       | Damer  | 105.500 | 1 Q       | 55.950 | 3         |
| Huang Shanshan | Damer  | 104.759 | 2 Q       | 56.730 | 2         |

## Judo
Herrar
| Idrottare | Gren                    | 32-delsfinal         | Sextondelsfinal          | Åttondelsfinal       | Kvartsfinal          | Semifinal            | Återkval             | Bronsmatch           | Final                | Final            |
| Idrottare | Gren                    | Motståndare Resultat | Motståndare Resultat     | Motståndare Resultat | Motståndare Resultat | Motståndare Resultat | Motståndare Resultat | Motståndare Resultat | Motståndare Resultat | Placering        |
| --------- | ----------------------- | -------------------- | ------------------------ | -------------------- | -------------------- | -------------------- | -------------------- | -------------------- | -------------------- | ---------------- |
| A Lamusi  | Extra lättvikt (-60 kg) | BYE                  | Guédez (VEN) L 0000-0111 | Gick inte vidare     | Gick inte vidare     | Gick inte vidare     | Gick inte vidare     | Gick inte vidare     | Gick inte vidare     | Gick inte vidare |

Damer
| Idrottare  | Gren                     | Sextondelsfinal             | Åttondelsfinal              | Kvartsfinal                     | Semifinal                   | Återkval                       | Bronsmatch                 | Final                    | Final            |
| Idrottare  | Gren                     | Motståndare Resultat        | Motståndare Resultat        | Motståndare Resultat            | Motståndare Resultat        | Motståndare Resultat           | Motståndare Resultat       | Motståndare Resultat     | Placering        |
| ---------- | ------------------------ | --------------------------- | --------------------------- | ------------------------------- | --------------------------- | ------------------------------ | -------------------------- | ------------------------ | ---------------- |
| Wu Shugen  | Extra lättvikt (-48 kg)  | BYE                         | Kearney (IRL) W 1011–0012   | Menezes (BRA) L 0002–0011       | Gick inte vidare            | Csernoviczki (HUN) L 0002–0021 | Gick inte vidare           | Gick inte vidare         | Gick inte vidare |
| He Hongmei | Halv lättvikt (-52 kg)   | Gneto (FRA) L 0012–0111     | Gick inte vidare            | Gick inte vidare                | Gick inte vidare            | Gick inte vidare               | Gick inte vidare           | Gick inte vidare         | Gick inte vidare |
| Wang Hui   | Lättvikt (-57 kg)        | Căprioriu (ROU) L 0000–0102 | Gick inte vidare            | Gick inte vidare                | Gick inte vidare            | Gick inte vidare               | Gick inte vidare           | Gick inte vidare         | Gick inte vidare |
| Xu Lili    | Halv mellanvikt (-63 kg) | Silva (BRA) W 0101–0001     | Gwend (ITA) W 0211–0002     | Willeboordse (NED) W 1000–0001  | Joung D-w (KOR) W 0011–0002 | BYE                            | BYE                        | Žolnir (SLO) L 0011–0100 | 2                |
| Chen Fei   | Mellanvikt (-70 kg)      | Klys (POL) W 1001–0000      | Miled (TUN) W 1000–0001     | Tachimoto (JPN) W 0020–0020 YUS | Thiele (GER) L 0000–0001    | BYE                            | Alvear (COL) L 0001–0011   | Gick inte vidare         | 5                |
| Yang Xiuli | Halv tungvikt (-78 kg)   | BYE                         | Aung (MYA) W 0100–0000      | Tcheuméo (FRA) L 0001–0101      | Gick inte vidare            | Verkerk (NED) L 0000–0000 YUS  | Gick inte vidare           | Gick inte vidare         | 7                |
| Tong Wen   | Tungvikt (+78 kg)        | Zambotti (MEX) W 0100–0000  | Sadkowska (POL) W 0101–0000 | Kindzerska (UKR) W 0100–0000    | Ortiz (CUB) L 0001–0010     | BYE                            | Altheman (BRA) W 0100–0001 | Gick inte vidare         | 3                |

## Kanotsport
Slalom
| Kanotist               | Gren                | Omgång 1 | Omgång 1  | Omgång 1 | Omgång 1  | Omgång 1 | Omgång 1  | Semifinal        | Semifinal        | Final            | Final            |
| Kanotist               | Gren                | Omgång 1 | Placering | Omgång 2 | Placering | Bästa    | Placering | Tid              | Placering        | Tid              | Placering        |
| ---------------------- | ------------------- | -------- | --------- | -------- | --------- | -------- | --------- | ---------------- | ---------------- | ---------------- | ---------------- |
| Huang Cunguang         | Herrarnas K1 slalom | 94.40    | 14        | 94.54    | 15        | 94.40    | 17        | Gick inte vidare | Gick inte vidare | Gick inte vidare | Gick inte vidare |
| Teng Zhiqiang          | Herrarnas C1 slalom | 95.68    | 5         | 96.06    | 7         | 95.68    | 11 Q      | 107.53           | 12               | Gick inte vidare | Gick inte vidare |
| Hu Minghai Shu Junrong | Herrarnas C2 slalom | 103.36   | 5         | 99.05    | 2         | 99.05    | 3 Q       | 110.70           | 5 Q              | 112.86           | 6                |
| Li Jingjing            | Damernas K1 slalom  | 108.53   | 8         | 111.22   | 14        | 108.53   | 12 Q      | 117.02           | 11               | Gick inte vidare | Gick inte vidare |

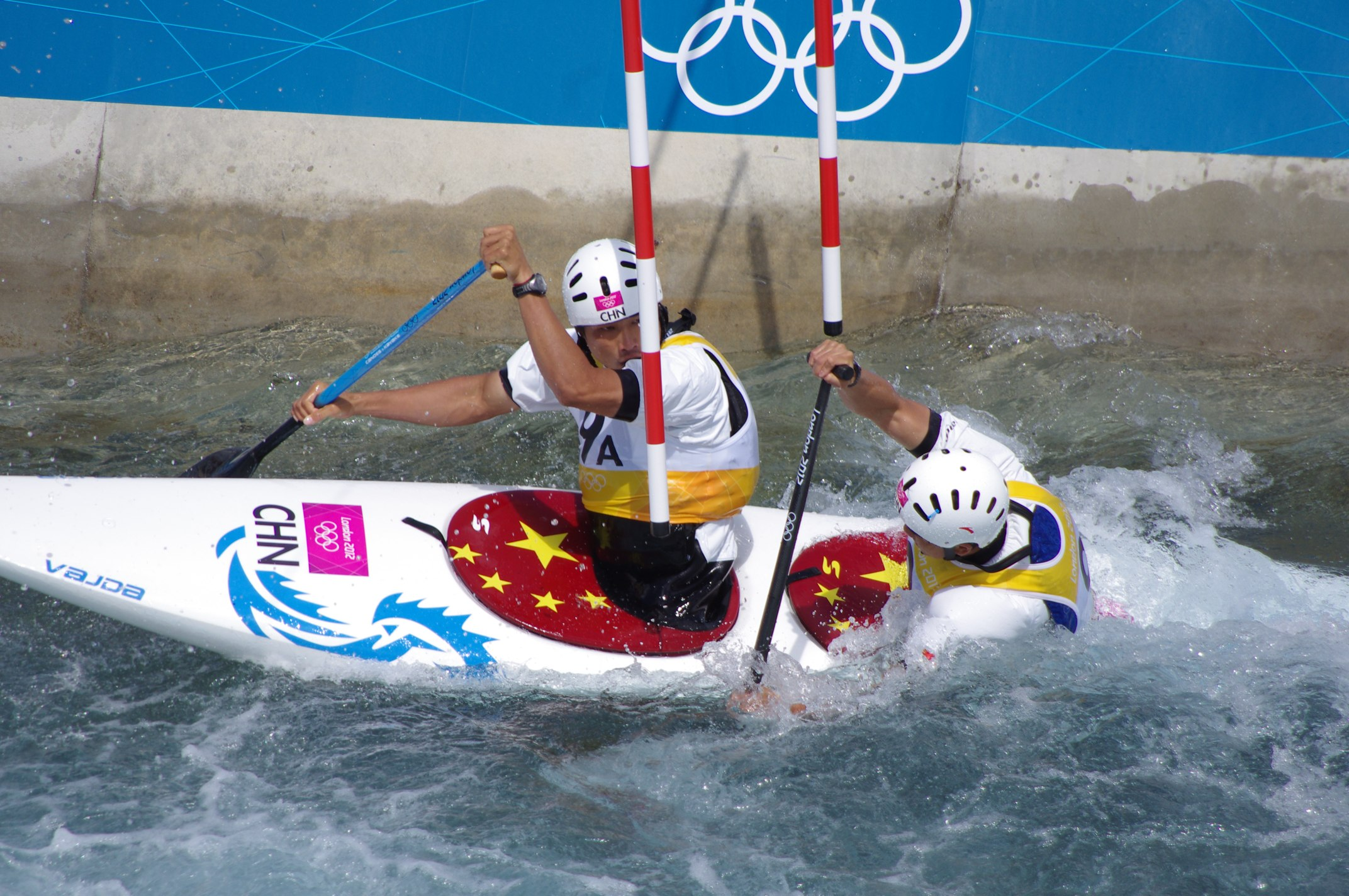
Hu Minghai och Shu Junrong (C-2)
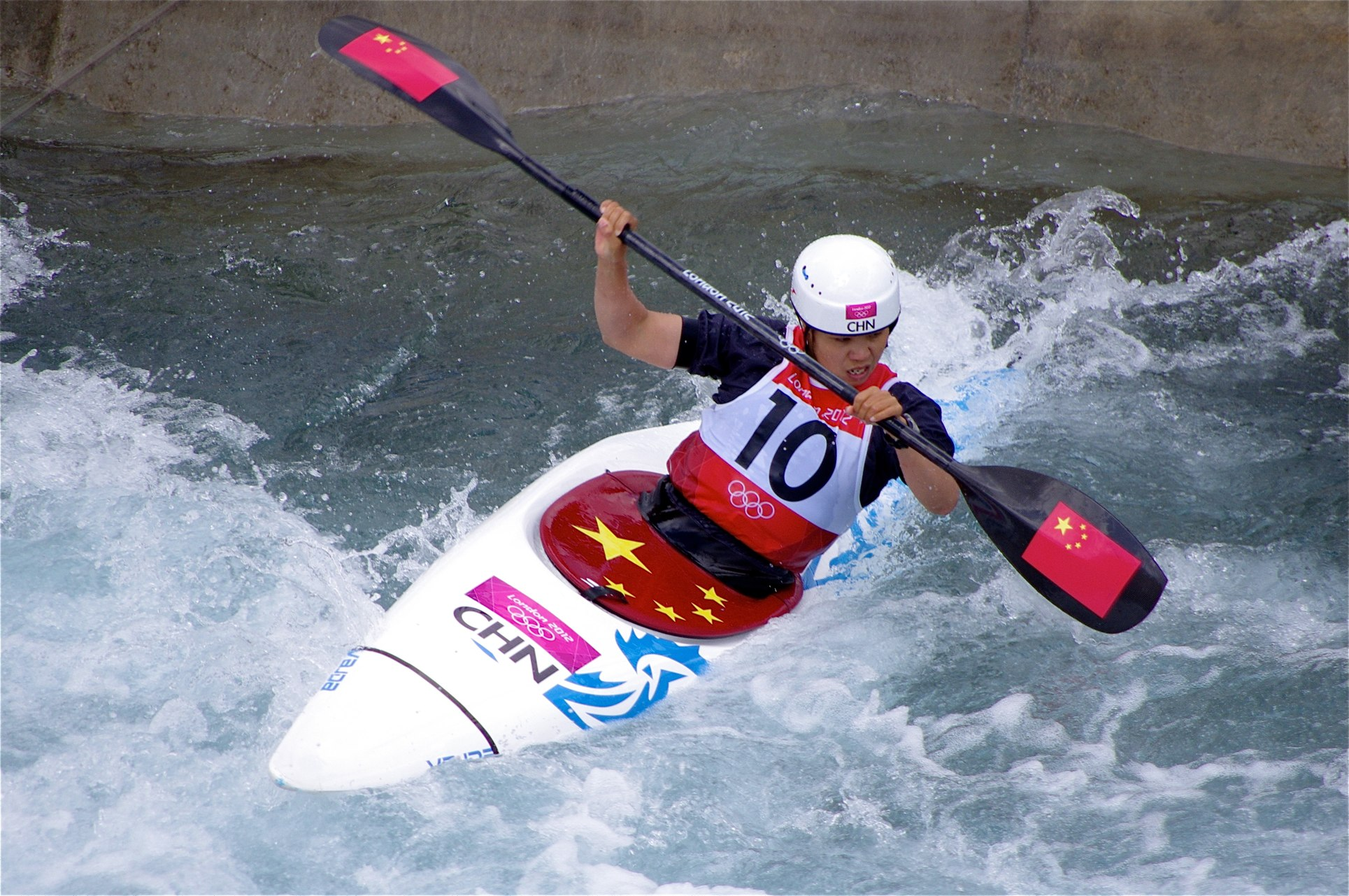
Li Jingjing (K-1)

Sprint
| Kanotist                                    | Gren                | Heat     | Heat      | Semifinal | Semifinal | Final            | Final            |
| Kanotist                                    | Gren                | Tid      | Placering | Tid       | Placering | Tid              | Placering        |
| ------------------------------------------- | ------------------- | -------- | --------- | --------- | --------- | ---------------- | ---------------- |
| Li Qiang                                    | Herrarnas C1 200 m  | 42.004   | 3 Q       | 42.149    | 3 FB      | 47.295           | 16               |
| Zhou Yubo                                   | Herrarnas K1 200 m  | 38.316   | 5 Q       | 39.042    | 8 FB      | 40.157           | 16               |
| Zhou Yubo                                   | Herrarnas K1 1000 m | 3:36.994 | 4 Q       | 3:36.163  | 7 FB      | 3:36.110         | 15               |
| Huang Maoxing Li Qiang                      | Herrarnas C2 1000 m | 3:38.483 | 3 Q       | 3:37.746  | 1 FA      | 3:48.930         | 8                |
| Zhang Hongpeng Shen Jie Zhou Peng Zhou Yubo | Herrarnas K4 1000 m | 3:14.234 | 5 Q       | 3:00.315  | 8         | Gick inte vidare | Gick inte vidare |
| Zhou Yu                                     | Damernas K1 200 m   | 42.885   | 6 Q       | 42.279    | 6         | Gick inte vidare | Gick inte vidare |
| Wu Yanan Zhou Yu                            | Damernas K2 500 m   | 1:43.448 | 1 Q       | 1:41.863  | 1 FA      | 1:44.136         | 4                |
| Li Zhangli Liu Haiping Ren Wenjun Yu Lamei  | Damernas K4 500 m   | 1:40.661 | 4 Q       | 1:34.004  | 8         | Gick inte vidare | Gick inte vidare |

## Konstsim
| Idrottare                                                                                         | Gren                | Teknisk rutin | Teknisk rutin | Fri rutin (inledande) | Fri rutin (inledande)  | Fri rutin (inledande) | Fri rutin (final) | Fri rutin (final)      | Fri rutin (final) |
| Idrottare                                                                                         | Gren                | Poäng         | Placering     | Poäng                 | Totalt (teknisk + fri) | Placering             | Placering         | Totalt (teknisk + fri) | Placering         |
| ------------------------------------------------------------------------------------------------- | ------------------- | ------------- | ------------- | --------------------- | ---------------------- | --------------------- | ----------------- | ---------------------- | ----------------- |
| Huang Xuechen Liu Ou                                                                              | Damernas duett      | 96.100        | 2             | 96.710                | 192.810                | 2 Q                   | 96.770            | 192.870                | 3                 |
| Chang Si Chen Xiaojun Huang Xuechen Jiang Tingting Jiang Wenwen Liu Ou Luo Xi Sun Wenyan Wu Yiwen | Damernas lagtävling | 97.000        | 2             | i.u.                  | i.u.                   | i.u.                  | 97.010            | 194.010                | 2                 |

## Landhockey

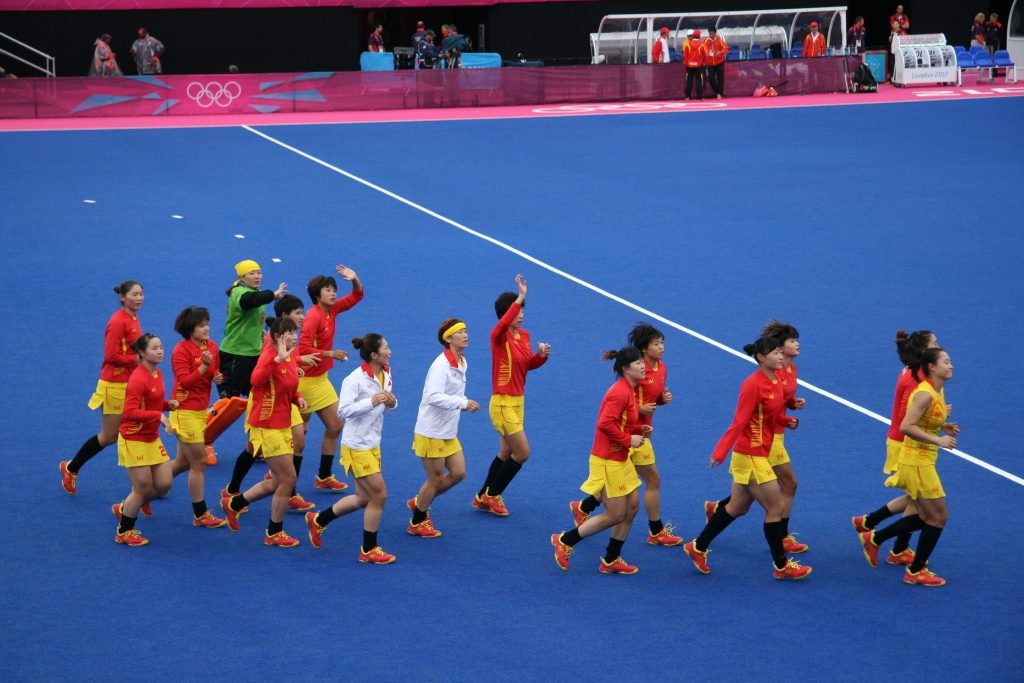
Kinas damlag före matchen mot Belgien

Damer
| 1. Ma Yibo 2. Wang Mengyu 3. Ma Wei 4. Sun Sinan 5. Cui Qiuxia 6. Fu Baorong 7. Gao Lihua 8. Zhang Yimeng (GK) | 1. Li Hongxia 2. Ren Ye (C) 3. Zhao Yudiao 4. Song Qingling 5. De Jiaojiao 6. Xu Xiaoxu 7. Liang Meiyu 8. Peng Yang |  |

Reserver:
- Li Dongxiao (GK)
- Tang Chunling

Gruppspel
| Nr | Lag            | S | V | O | F | GM | IM | MS | P  |
| -- | -------------- | - | - | - | - | -- | -- | -- | -- |
| 1  | Nederländerna  | 5 | 5 | 0 | 0 | 12 | 5  | +7 | 15 |
| 2  | Storbritannien | 5 | 3 | 0 | 2 | 14 | 7  | +7 | 9  |
| 3  | Kina           | 5 | 2 | 1 | 2 | 6  | 3  | +3 | 7  |
| 4  | Sydkorea       | 5 | 2 | 0 | 3 | 7  | 12 | −5 | 6  |
| 5  | Japan          | 5 | 1 | 1 | 3 | 4  | 9  | −5 | 4  |
| 6  | Belgien        | 5 | 0 | 2 | 3 | 2  | 10 | −8 | 2  |

## Modern femkamp
| Idrottare     | Gren   | Fäktning (värja) | Fäktning (värja) | Fäktning (värja) | Simning (200 m frisim) | Simning (200 m frisim) | Simning (200 m frisim) | Ridsport (hästhoppning) | Ridsport (hästhoppning) | Ridsport (hästhoppning) | Kombinerat: skytte/löpning (10 m luftpistol)/(3000 m) | Kombinerat: skytte/löpning (10 m luftpistol)/(3000 m) | Kombinerat: skytte/löpning (10 m luftpistol)/(3000 m) | Totalpoäng | Slutpoäng |
| Idrottare     | Gren   | Resultat         | Placering        | MF-poäng         | Tid                    | Placering              | MF-poäng               | Straff                  | Placering               | MF-poäng                | Tid                                                   | Placering                                             | MF-poäng                                              | Totalpoäng | Slutpoäng |
| ------------- | ------ | ---------------- | ---------------- | ---------------- | ---------------------- | ---------------------- | ---------------------- | ----------------------- | ----------------------- | ----------------------- | ----------------------------------------------------- | ----------------------------------------------------- | ----------------------------------------------------- | ---------- | --------- |
| Cao Zhongrong | Herrar | 25–10            | =2               | 1000             | 1:58,93                | 3                      | 1376                   | 120                     | 27                      | 1080                    | 10:38,02                                              | 9                                                     | 2448                                                  | 5904       | 2         |
| Wang Guan     | Herrar | 12–23            | =34              | 688              | 2:12,13                | 32                     | 1216                   | DNS                     | 36                      | 0                       | Fullföljde inte                                       | Fullföljde inte                                       | Fullföljde inte                                       | 1904       | 36        |
| Chen Qian     | Damer  | 21–14            | =6               | 904              | 2:17,77                | 14                     | 1148                   | 80                      | 22                      | 1120                    | 11:52,20                                              | 3                                                     | 2152                                                  | 5324       | 5         |
| Miao Yihua    | Damer  | 20–15            | =8               | 880              | 2:19,31                | 21                     | 1132                   | 64                      | 17                      | 1136                    | 12:26,31                                              | 20                                                    | 2016                                                  | 5164       | 14        |

## Rodd
Herrar
| Idrottare                                       | Gren                        | Heat    | Heat      | Återkval | Återkval  | Kvartsfinal | Kvartsfinal | Semifinal | Semifinal | Final   | Final     | Final |
| Idrottare                                       | Gren                        | Tid     | Placering | Tid      | Placering | Tid         | Placering   | Tid       | Placering | Tid     | Placering |       |
| ----------------------------------------------- | --------------------------- | ------- | --------- | -------- | --------- | ----------- | ----------- | --------- | --------- | ------- | --------- | ----- |
| Zhang Liang                                     | Singelsculler               | 6:50,71 | 2 QF      | BYE      | BYE       | 7:02,03     | 3 SA/B      | 7:31,52   | 5 FB      | 7:25,64 | 11        |       |
| Sun Jie Zhang Fangbing                          | Lättvikts-dubbelsculler     | 6:57,67 | 4 R       | 6:40,12  | 3 SC/D    | i.u.        | i.u.        | 7:09,39   | 2 FC      | 6:49,39 | 15        |       |
| Huang Zhe Wang Tiexin Yu Chenggang Zhang Guolin | Lättvikts-fyra utan styrman | 5:52,58 | 3 SA/B    | BYE      | BYE       | i.u.        | i.u.        | 6:08,47   | 6 FB      | 6:11,33 | 10        |       |

Damer
| Idrottare                                    | Gren                    | Heat    | Heat      | Återkval | Återkval  | Kvartsfinal | Kvartsfinal | Semifinal | Semifinal | Final   | Final     | Final |
| Idrottare                                    | Gren                    | Tid     | Placering | Tid      | Placering | Tid         | Placering   | Tid       | Placering | Tid     | Placering |       |
| -------------------------------------------- | ----------------------- | ------- | --------- | -------- | --------- | ----------- | ----------- | --------- | --------- | ------- | --------- | ----- |
| Zhang Xiuyun                                 | Singelsculler           | 7:21,49 | 1 QF      | BYE      | BYE       | 7:39,58     | 1 SA/B      | 7:45,58   | 2 FA      | 8:03,10 | 6         |       |
| Gao Yulan Zhang Yage                         | Tvåa utan styrman       | 7:13,38 | 3 R       | 7:15,18  | 3 FA      | i.u.        | i.u.        | i.u.      | i.u.      | 7:55,18 | 7         |       |
| Wang Min Zhu Weiwei                          | Dubbelsculler           | 6:50,64 | 3 R       | 7:09,65  | 1 FA      | i.u.        | i.u.        | i.u.      | i.u.      | 7:08,92 | 4         |       |
| Huang Wenyi Xu Dongxiang                     | Lättvikts-dubbelsculler | 7:15,57 | 1 SA/B    | BYE      | BYE       | i.u.        | i.u.        | 7:10,39   | 1 FA      | 7:11,93 | 2         |       |
| Jin Ziwei Tang Bin Tian Liang Zhang Yangyang | Scullerfyra             | 6:24,32 | 4 R       | 6:21,98  | 4 FA      | i.u.        | i.u.        | i.u.      | i.u.      | 6:44,19 | 5         |       |

## Segling
Herrar
| Seglare                  | Gren      | Lopp | Lopp | Lopp | Lopp | Lopp | Lopp | Lopp | Lopp | Lopp | Lopp | Lopp | Summerad poäng | Finalplacering |
| Seglare                  | Gren      | 1    | 2    | 3    | 4    | 5    | 6    | 7    | 8    | 9    | 10   | M*   | Summerad poäng | Finalplacering |
| ------------------------ | --------- | ---- | ---- | ---- | ---- | ---- | ---- | ---- | ---- | ---- | ---- | ---- | -------------- | -------------- |
| Wang Aichen              | RS:X      | 21   | 23   | 18   | 19   | 3    | 23   | 10   | 27   | 22   | 14   | EL   | 153            | 18             |
| Shi Jian                 | Laser     | 27   | 39   | 43   | 45   | 42   | 46   | 32   | 41   | 30   | 41   | EL   | 340            | 43             |
| Gong Lei                 | Finnjolle | OCS  | 17   | 20   | 22   | OCS  | 16   | 23   | 23   | 21   | 24   | EL   | 190            | 24             |
| Deng Daokun Wang Weidong | 470       | 20   | 15   | 6    | 26   | 27   | 17   | 22   | 26   | 12   | 16   | EL   | 160            | 20             |

M = Medaljlopp; EL = Eliminerad – gick inte vidare till medaljloppet;
Damer
| Seglare                  | Gren         | Lopp | Lopp | Lopp | Lopp | Lopp | Lopp | Lopp | Lopp | Lopp | Lopp | Lopp | Summerad poäng | Finalplacering |
| Seglare                  | Gren         | 1    | 2    | 3    | 4    | 5    | 6    | 7    | 8    | 9    | 10   | M*   | Summerad poäng | Finalplacering |
| ------------------------ | ------------ | ---- | ---- | ---- | ---- | ---- | ---- | ---- | ---- | ---- | ---- | ---- | -------------- | -------------- |
| Li Ling                  | RS:X         | 16   | 15   | 8    | 14   | 18   | 7    | 10   | 13   | 14   | 23   | EL   | 115            | 14             |
| Xu Lijia                 | Laser radial | 5    | 8    | 11   | 3    | 5    | 4    | 1    | 4    | 1    | 2    | 2    | 35             | 1              |
| Huang Xufeng Wang Xiaoli | 470          | 18   | 18   | 9    | 13   | 8    | 19   | 2    | 17   | 1    | 12   | EL   | 97             | 11             |

M = Medaljlopp; EL = Eliminerad – gick inte vidare till medaljloppet;

## Simhopp
Herrar
| Idrottare              | Gren             | Kval   | Kval      | Semifinal | Semifinal | Final  | Final     |
| Idrottare              | Gren             | Poäng  | Placering | Poäng     | Placering | Poäng  | Placering |
| ---------------------- | ---------------- | ------ | --------- | --------- | --------- | ------ | --------- |
| He Chong               | 3 m              | 500,90 | 2 Q       | 510,15    | 1 Q       | 524,15 | 3         |
| Qin Kai                | 3 m              | 451,60 | 11 Q      | 500,35    | 3 Q       | 541,75 | 2         |
| Lin Yue                | 10 m             | 532,15 | 2 Q       | 541,80    | 2 Q       | 527,30 | 6         |
| Qiu Bo                 | 10 m             | 563,70 | 1 Q       | 563,55    | 1 Q       | 566,85 | 2         |
| Luo Yutong Qin Kai     | 3 m parhoppning  | i.u.   | i.u.      | i.u.      | i.u.      | 477,00 | 1         |
| Cao Yuan Zhang Yanquan | 10 m parhoppning | i.u.   | i.u.      | i.u.      | i.u.      | 486,78 | 1         |

Damer
| Idrottare            | Gren             | Kval   | Kval      | Semifinal | Semifinal | Final  | Final     |
| Idrottare            | Gren             | Poäng  | Placering | Poäng     | Placering | Poäng  | Placering |
| -------------------- | ---------------- | ------ | --------- | --------- | --------- | ------ | --------- |
| He Zi                | 3 m              | 363,85 | 2 Q       | 354,50    | 3 Q       | 379,20 | 2         |
| Wu Minxia            | 3 m              | 387,75 | 1 Q       | 394,40    | 1 Q       | 414,00 | 1         |
| Chen Ruolin          | 10 m             | 392,35 | 1 Q       | 407,25    | 1 Q       | 422,30 | 1         |
| Hu Yadan             | 10 m             | 337,85 | 6 Q       | 328,25    | 9 Q       | 349,50 | 9         |
| He Zi Wu Minxia      | 3 m parhoppning  | i.u.   | i.u.      | i.u.      | i.u.      | 346,20 | 1         |
| Chen Ruolin Wang Hao | 10 m parhoppning | i.u.   | i.u.      | i.u.      | i.u.      | 368,40 | 1         |

## Taekwondo
| Idrottare  | Gren             | Åttondelsfinaler      | Kvartsfinaler             | Semifinaer             | Återkval             | Bronsmatch            | Final                | Final     |
| Idrottare  | Gren             | Motståndare Resultat  | Motståndare Resultat      | Motståndare Resultat   | Motståndare Resultat | Motståndare Resultat  | Motståndare Resultat | Placering |
| ---------- | ---------------- | --------------------- | ------------------------- | ---------------------- | -------------------- | --------------------- | -------------------- | --------- |
| Liu Xiaobo | Herrarnas +80 kg | Edwards (JAM) W 6–4   | Molfetta (ITA) L 5–6 SDP  | Gick inte vidare       | Gulov (TJK) W 6–1    | Tanrıkulu (TUR) W 3–2 | Gick inte vidare     | 3         |
| Wu Jingyu  | Damernas −49 kg  | Zamora (GUA) W 10–2   | Kasahara (JPN) W 14–0 PTG | Zaninović (CRO) W 19–7 | Bye                  | Bye                   | Yagüe (ESP) W 8–1    | 1         |
| Hou Yuzhuo | Damernas −57 kg  | López (USA) W 1–0 SDP | Mikkonen (FIN) W 7–2      | Harnois (FRA) W 8–3    | Bye                  | Bye                   | Jones (GBR) L 4–6    | 2         |

## Tennis
| Spelare              | Gren      | Omgång 1                         | Omgång 2                                       | Åttondelsfinaler                                     | Kvartsfinaler                                  | Semifinaler       | Final / BM        | Final / BM       |
| Spelare              | Gren      | Motståndare Poäng                | Motståndare Poäng                              | Motståndare Poäng                                    | Motståndare Poäng                              | Motståndare Poäng | Motståndare Poäng | Placering        |
| -------------------- | --------- | -------------------------------- | ---------------------------------------------- | ---------------------------------------------------- | ---------------------------------------------- | ----------------- | ----------------- | ---------------- |
| Li Na                | Damsingel | Hantuchová (SVK) L 2–6, 6–3, 3–6 | Gick inte vidare                               | Gick inte vidare                                     | Gick inte vidare                               | Gick inte vidare  | Gick inte vidare  | Gick inte vidare |
| Peng Shuai           | Damsingel | Hsieh (TPE) W 6–3, 6–7(3–7), 7–5 | Kvitová (CZE) L 5–7, 6–2, 1–6                  | Gick inte vidare                                     | Gick inte vidare                               | Gick inte vidare  | Gick inte vidare  | Gick inte vidare |
| Zheng Jie            | Damsingel | Petrova (RUS) L 4–6, 6–7(7–9)    | Gick inte vidare                               | Gick inte vidare                                     | Gick inte vidare                               | Gick inte vidare  | Gick inte vidare  | Gick inte vidare |
| Peng Shuai Zheng Jie | Damdubbel | i.u.                             | Cornet / Mladenovic (FRA) W 6–1, 6–7(3–7), 6–3 | Llagostera Vives / Martínez Sánchez (ESP) W 6–4, 6–2 | Kirilenko / Petrova (RUS) L 5–7, 7–6(7–4), 4–6 | Gick inte vidare  | Gick inte vidare  | Gick inte vidare |
| Li Na Zhang Shuai    | Damdubbel | i.u.                             | Dulko / Suárez (ARG) W 6–4, 6–2                | Hlaváčková / Hradecká (CZE) L 3–6, 1–6               | Gick inte vidare                               | Gick inte vidare  | Gick inte vidare  | Gick inte vidare |

## Triathlon
| Triathlet  | Gren                | Simning (1,5 km) | Trans 1 | Cykling (40 km) | Trans 2 | Löpning (10 km) | Total tid | Placering |
| ---------- | ------------------- | ---------------- | ------- | --------------- | ------- | --------------- | --------- | --------- |
| Bai Faquan | Herrarnas triathlon | 17:55            | 0:46    | 59:46           | 0:33    | 33:26           | 1:52:26   | 46        |
| Zhang Yi   | Damernas triathlon  | 19:49            | 0:50    | 1:10:39         | 0:32    | 38:11           | 2:10:01   | 50        |